# Kirsten Wyrtz
Kirsten Rosendal Wyrtz (født 20. juli 1940, død 16. september 2016) var en dansk politiker, der fra 1998 til 2007 var borgmester i Sønderhald Kommune, valgt for Socialdemokraterne.
Wyrtz var uddannet socialrådgiver og blev valgt til Sønderhald Kommunalbestyrelse allerede i 1970. Hun forlod politik, da kommunen blev sammenlagt med nabokommunerne i forbindelse med strukturreformen.
Kirsten Wyrtz fortsatte som frivillig i Ældre Sagen.